# 도곡정보문화도서관
도곡정보문화도서관은 서울특별시 강남구 소재의 도서관이다.

## 연혁
2013년 3월 19일에 개관했다.